# Geoffrey James
Geoffrey James (* 1942 in St Asaph Wales) ist ein britisch- kanadischer Fotograf.
James arbeitete zunächst als Journalist und zog 1966 nach Kanada um, wo er beim Time magazine in Montreal beschäftigt war. 1975 bis 1982 nahm er eine Tätigkeit beim Canada Council in Ottawa auf. Mitte der 1970er Jahre begann er sich auf die Fotografie zu fokussieren und ab 1982 stellte er regelmäßig Fotos aus. Zu sehen waren seine Werke unter anderem 1992 auf der documenta IX in Kassel, 1996 Prospect 96: Photography in Contemporary Art Frankfurter Kunstverein, 2006 Landscape: Recent Acquisitions, Museum of Modern Art, New York, 2012 Photography in Mexico San Francisco Museum of Modern Art, 2014 Punctum. Bemerkungen zur Photographie im Künstlerhaus Salzburg.
Geoffrey James ist bekannt für Schwarzweißfotografie, aufgenommen mit der Panoramakamera oder der Großformatkamera.
Er wurde mit zahlreichen renommierten Preisen ausgezeichnet, darunter ein Guggenheim-Stipendium und der Governor General's Award in Visual and Media Arts. Geoffrey James ist Mitglied der Royal Canadian Academy of Arts.